# Ukraiński Kościół Luterański
Ukraiński Kościół Luterański (ukr. Українська Лютеранська Церква, ULC) – wspólnota ewangelicka działająca na terytorium Ukrainy, która wyznaje doktrynę luteranizmu, a w swojej obrzędowości stosuje ryt bizantyjski.
Ukraiński Kościół Luterański powstał w 1994 roku z nieformalnej grupy luterańskiej zorganizowanej przez misjonarzy Stowarzyszenia Myśli Wiary. W 1996 roku ukonstytuował się jego synod i został on zarejestrowany jako prawnie działający związek wyznaniowy na Ukrainie.
Kościół odwołuje się do tradycji liturgicznej i programu Ukraińskiego Kościoła Ewangelickiego Augsburskiego Wyznania, którego liderem był pastor Hilarion Szebiec. Administracyjnie składa się z trzech eparchii: kijowskiej, galicyjskiej i taurydzkiej. Posiada 25 parafii i 11 stacji misyjnych. Skupia 2500 wiernych. Posiada seminarium duchowne w Tarnopolu.
Rozwój wspólnoty wspierany jest przez Ewangelicko-Luterański Kościół Synodu Wisconsin ze Stanów Zjednoczonych Ameryki. 
Ukraiński Kościół Luterański jest denominacją konserwatywną, przeciwną teologii liberalnego chrześcijaństwa. Odrzuca deklarację o usprawiedliwieniu.
Swoją liturgię opiera na rycie bizantyjskim i księgach liturgicznych opracowanych przez pastora Teodora Jarczuka dla Ukraińskiego Kościoła Ewangelickiego Augsburskiego Wyznania w 1933 roku.